# Ziphozakhe Zokufa
Ziphozakhe Zokufa (Walmer, Sudáfrica, 1992) es una reina belleza sudafricana, 1.ª finalista del Miss Sudáfrica 2014, siendo designada como la representante de Sudáfrica al  Miss Universo 2014 en Miami, luego de que Rolene Strauss ganara el título de Miss Mundo 2014. Ziphozakhe es modelo y cantante, y además es estudiante de producción de TV en AFDA. Actualmente vive en Ciudad del Cabo.

## Biografía
Nació en Walmer, Puerto Elizabeth en 1992. Su padre es un director y su madre es profesora, y los considera como su modelo a seguir, «Juntos trabajaron y estudió mucho, demostrando que las circunstancias no define quién eres. Su éxito siempre me ha inspirado para lograr mis metas y nunca limitarme», confiesa Zokufa.
Es modelo y estudiante de producción de TV en AFDA, la escuela sudafricana de Motion Picture medio y Live Performance, que en la actualidad está estudiando en Ciudad del Cabo.
Ella es una cantante profesional y ha viajado por el mundo para representar a su provincia y a su país. Ziphozakhe toca el piano, batería, clarinete y guitarra y también escribe su propia música.

## Miss Teen Puerto Elizabeth 2009
Ziphozakhe participó en el Miss Teen Puerto Elizabeth 2009 donde resultó ganadora.

## Miss Sudáfrica 2014
En 2014 Ziphozakhe participó en el Miss Sudáfrica representando a la Provincia Oriental del Cabo, posicionándose como la 1.ª finalista del certamen el 30 de marzo de 2014 en una brillante ceremonia celebrada en el Super Bowl de Sun City situado en la Provincia del Noroeste, año en que Rolene Strauss se convirtió en la nueva titular del Miss SA 2014.

### Designación como Miss Universo Sudáfrica 2014
Tras el triunfo de Rolene Strauss en el Miss Mundo 2014, Ziphozakhe Zokufa como 1.ª finalista del Miss SA 2014 fue designada como la nueva representante de Sudáfrica al Miss Universo 2014.
De esta forma el miércoles 17 de diciembre de 2014, en un evento especial de prensa celebrado en el Hotel de Maslow, se coronó a Ziphozakhe Zokufa, 1.ª finalista del Miss SA 2014 como la nueva Miss Sudáfrica Universo 2014, quién sustituye a Strauss como representante para Sudáfrica en el Miss Universo. En el evento estuvieron presentes Melinda Bam (Ejecutivo Nacional del Miss SA), Claudia Henkel (PR Manager de Sun International), Suzette van der Merwe (Ejecutivo de comunicaciones comerciales, de patrocinadores de Cell C) y la prensa sudafricana.

Yo estaba en Hong Kong cuando recibí la noticia de mi coronación como Miss Sudáfrica y tuve que regresar a casa inmediatamente.
Ziphozakhe Zokufa

Claudia Henkel, PR Manager de Sun International expresó: "Sé que Ziphozakhe continuará el reinado con el mismo compromiso, elegancia y gracia y va hacer una contribución significativa a las vidas de muchos jóvenes sudafricanos. Les deseamos todo de lo mejor como representante de nuestro país en Miami el año próximo en el Miss Universo."
Suzette van der Merwe, Ejecutivo de comunicaciones comerciales, de patrocinadores de Cell C: "Ziphozakhe Zokufa es una joven hermosa y talentosa y sabemos que hará que el país se sienta orgulloso. Les deseamos todo lo mejore en el concurso de Miss Universo el año que viene. Tanto Ziphozakhe como Rolene encarnan el manifiesto 'Believe' – que si puedes soñarlo puedes lograrlo –."

Sé que tengo que llenar unos zapatos grandes pero estoy encantada y honrada de tener la oportunidad de llevar la bandera de mi país como la nueva Miss Sudáfrica y representar a mi nación a lo mejor de mi capacidad en el concurso Miss Universo en enero.
Ziphozakhe Zokufa

## Miss Universo 2014
Ziphozakhe representará a Sudáfrica en la 63.ª edición de Miss Universo que se llevará a cabo el 25 de enero de 2015 en la U.S. Century Bank Arena de la Universidad Internacional de Florida, en la ciudad de Miami, Estados Unidos, donde competirá junto a 88 candidatas de diferentes naciones por el título del certamen. Al final del evento la venezolana Gabriela Isler, Miss Universo 2013 coronó a Paulina Vega de Colombia.